# Ют (Айова)
Ют (англ. Ute) — місто (англ. city) в США, в окрузі Монона штату Айова. Населення — 338 осіб (2020).

## Географія
Ют розташований за координатами 42°3′0″ пн. ш. 95°42′21″ зх. д. / 42.05000° пн. ш. 95.70583° зх. д. (42.049954, -95.705830).  За даними Бюро перепису населення США в 2010 році місто мало площу 1,02 км², уся площа — суходіл.

## Демографія
Згідно з переписом 2010 року, у місті мешкали 374 особи в 179 домогосподарствах у складі 102 родин. Густота населення становила 367 осіб/км².  Було 209 помешкань (205/км²).
Расовий склад населення:
| - 98,7 % — білих - 0,5 % — корінних американців - 0,3 % — чорних або афроамериканців |

До двох чи більше рас належало 0,5 %. Частка іспаномовних становила 0,8 % від усіх жителів.
За віковим діапазоном населення розподілялося таким чином: 19,5 % — особи молодші 18 років, 54,6 % — особи у віці 18—64 років, 25,9 % — особи у віці 65 років та старші. Медіана віку мешканця становила 49,8 року. На 100 осіб жіночої статі у місті припадало 93,8 чоловіків;  на 100 жінок у віці від 18 років та старших — 91,7 чоловіків також старших 18 років.
Середній дохід на одне домашнє господарство  становив 44 737 доларів США (медіана — 35 500), а середній дохід на одну сім'ю — 55 320 доларів (медіана — 42 917). За межею бідності перебувало 9,0 % осіб, у тому числі 9,7 % дітей у віці до 18 років та 13,0 % осіб у віці 65 років та старших.
Цивільне працевлаштоване населення становило 167 осіб. Основні галузі зайнятості: освіта, охорона здоров'я та соціальна допомога — 21,6 %, виробництво — 14,4 %, роздрібна торгівля — 12,0 %.